# Liga Nacional de Honduras 1988-89
La temporada 1988-1989 de la Liga Nacional de Fútbol de Honduras fue la vigesimotercera edición profesional de esta liga. 
El formato del torneo se mantuvo igual que en la temporada anterior. Real C.D. España se alzó el título tras vencer al C.D. Olimpia en la final. Ambos equipos se clasificaron para la Copa de Campeones de la Concacaf 1989.

## Formato
Los diez participantes fueron divididos en dos grupos de cinco equipos cada uno; todos disputan la fase regular bajo un sistema de liga, es decir, todos contra todos a visita recíproca; con un criterio de puntuación que otorga:
- 2 puntos por victoria
- 1 punto por empate
- 0 puntos por derrota.

Clasifican a la disputa de la fase final por el título, el primer y segundo lugar de cada grupo más el mejor tercero.
El campeón se define mediante partidos de ida y vuelta entre el mejor equipo de la fase regular y el ganador de la pentagonal. En caso de un empate global, se nombrará campeón al equipo que hizo más puntos en toda la fase regular.
El descenso a Segunda División corresponderá al equipo que acumulara la menor cantidad de puntos, y que por ende finalice en el último lugar de la fase regular. Para el descenso, se contempló un partido extra en caso de empate en puntos de uno o más equipos.

## Ascensos y descensos
| Ascendido de la Segunda División 1987-88 |
| ---------------------------------------- |
| Curazao                                  |

| Descendido en la Liga Nacional 1987-88 |
| -------------------------------------- |
| EACI                                   |

## Equipos participantes
| Equipo      | Sede           |
| ----------- | -------------- |
| Curazao     | Tegucigalpa    |
| Marathón    | San Pedro Sula |
| Motagua     | Tegucigalpa    |
| Olimpia     | Tegucigalpa    |
| Platense    | Puerto Cortés  |
| Real España | San Pedro Sula |
| Sula        | La Lima        |
| UNAH        | Tegucigalpa    |
| Victoria    | La Ceiba       |
| Vida        | La Ceiba       |

## Fase regular

### Grupo A
| Pos. | Equipo   | Pts. | PJ | G  | E  | P  | GF | GC | Dif. |
| ---- | -------- | ---- | -- | -- | -- | -- | -- | -- | ---- |
| 1.   | Olimpia  | 32   | 27 | 10 | 12 | 5  | 25 | 17 | +8   |
| 2.   | Marathón | 28   | 27 | 7  | 14 | 6  | 21 | 17 | +4   |
| 3.   | Victoria | 26   | 27 | 7  | 12 | 8  | 21 | 21 | 0    |
| 4.   | Curazao  | 23   | 27 | 5  | 13 | 9  | 21 | 31 | -10  |
| 5.   | Platense | 22   | 27 | 5  | 12 | 10 | 21 | 28 | -7   |

|  | Clasifica a la pentagonal |

### Grupo B
| Pos. | Equipo      | Pts. | PJ | G  | E  | P  | GF | GC | Dif. |
| ---- | ----------- | ---- | -- | -- | -- | -- | -- | -- | ---- |
| 1.   | Real España | 36   | 27 | 13 | 10 | 4  | 32 | 19 | +13  |
| 2.   | Motagua     | 32   | 27 | 10 | 12 | 5  | 26 | 18 | +8   |
| 3.   | Vida        | 27   | 27 | 9  | 9  | 9  | 19 | 18 | +1   |
| 4.   | Sula        | 23   | 27 | 7  | 9  | 11 | 28 | 34 | -6   |
| 5.   | UNAH        | 21   | 27 | 7  | 7  | 13 | 15 | 26 | -11  |

|  | Clasifica a la pentagonal, a la final y a la Copa de Campeones de la Concacaf 1989 |
|  | Clasifica a la pentagonal                                                          |
|  | Desciende a Segunda División                                                       |

## Pentagonal
| Pos. | Equipo      | Pts. | PJ | G | E | P | GF | GC | Dif. |
| ---- | ----------- | ---- | -- | - | - | - | -- | -- | ---- |
| 1.   | Olimpia     | 12   | 8  | 4 | 4 | 0 | 8  | 3  | +5   |
| 2.   | Real España | 10   | 8  | 3 | 4 | 1 | 7  | 3  | +4   |
| 3.   | Motagua     | 8    | 8  | 2 | 4 | 2 | 4  | 6  | -2   |
| 4.   | Vida        | 6    | 8  | 2 | 2 | 4 | 6  | 9  | -3   |
| 5.   | Marathón    | 4    | 8  | 1 | 2 | 5 | 8  | 12 | -4   |

|  | Clasifica a la final y a la Copa de Campeones de la Concacaf 1989 |

## Final
| 14 de diciembre de 1988 | Olimpia            | 2:0 | Real España | Estadio Nacional, Tegucigalpa |                            |
|                         | Contreras · Flores |     |             | Árbitro(s): Gonzalo Tejada    | Árbitro(s): Gonzalo Tejada |

| 24 de diciembre de 1988                                            | Real España     | 2:0 (t. s.)(Global 2:2) | Olimpia | Estadio Francisco Morazán, San Pedro Sula |                              |
|                                                                    | Anariba · Ávila |                         |         | Árbitro(s): Rodolfo Martínez              | Árbitro(s): Rodolfo Martínez |
| Real España es campeón por ser el mejor equipo en la fase regular. |                 |                         |         |                                           |                              |

|                               |
| Real España Campeón 5° título |